# Magdalenka (województwo lubelskie)
Magdalenka (d. PGR Magdalenka) – osada w Polsce położona w województwie lubelskim, w powiecie tomaszowskim, w gminie Ulhówek.
W latach 1975–1998 miejscowość administracyjnie należała do województwa zamojskiego.
Osada jest sołectwem w gminie Ulhówek. Według Narodowego Spisu Powszechnego z roku 2011 osada liczyła 231 mieszkańców.
W miejscowości działało państwowe gospodarstwo rolne.